# Derek Bailey

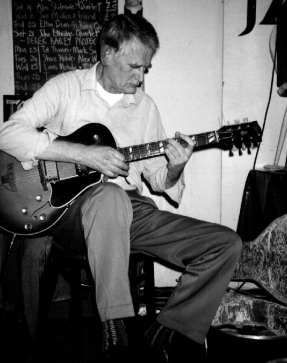
Derek Bailey (1991)

Derek Bailey (* 29. Januar 1930 in Sheffield; † 25. Dezember 2005 in London) war ein britischer Gitarrist und Improvisationsmusiker. Er gehörte als „kompromissloser Avantgardist“ zu den ersten europäischen Musikern, die sich mit formfreier, auch thematisch ungebundener Improvisation beschäftigten und die Improvisationsmusik hin zur elektronischen Musik öffneten.

## Leben und Wirken
Bailey lernte seit seiner frühen Kindheit Gitarre; erste Anregungen erhielt er von seinem Großvater und einem Onkel, beides professionelle Musiker. Seit 1951 spielte er zehn Jahre lang Unterhaltungsmusik als Solist, Begleiter oder Orchestermusiker. Er spielte im Radio, Fernsehen, Clubs, in Tanz- und Konzerthallen. 
Für Baileys musikalische Entwicklung war zunächst die Zusammenarbeit mit dem Kontrabassisten Gavin Bryars und dem Schlagzeuger Tony Oxley in der in Sheffield beheimateten Combo Joseph Holbrooke von entscheidender Bedeutung gewesen. Die Gruppe gründete sich 1963 und spielte zunächst konventionellen Modern Jazz, wandte sich aber bald avancierten musikalischen Strömungen zu. Während Bryars sich verstärkt für Komposition zu interessieren begann, wurde die radikale „freie“ Improvisation für Bailey zum beherrschenden Ausgangspunkt seines musikalischen Schaffens. Verstärkt ab Mitte 1965, und ausschließlich nach seinem Umzug nach London trat Bailey als freier Improvisationsmusiker auf. 1968 gründete er mit dem Saxophonisten Evan Parker und dem Elektroniker Hugh Davies die Music Improvisation Company, die bald um den Perkussionisten Jamie Muir ergänzt wurde. Ein weiterer Höhepunkt zeitgenössischer Improvisationsmusik stellte ab 1970 das gleichfalls radikal frei spielende Trio „Iskra 1903“ mit Barry Guy und Paul Rutherford dar.
Im selben Jahr gründete Bailey mit Evan Parker und Tony Oxley das Plattenlabel Incus, das als erste unabhängige, von Musikern selbstverwaltete Plattenfirma Englands angesehen wird. Bailey trat mit wichtigen Improvisatoren des Free Jazz (z. B. Peter Brötzmann, Han Bennink, Cecil Taylor, William Parker, Peter Kowald, John Butcher, Louis Moholo und Tristan Honsinger), aber auch als Sologitarrist auf. Er spielte sowohl elektrische als auch akustische Gitarre, ist aber auch als Rezitator aufgetreten. Zur Theorie der (freien) Improvisation hat er auch musikwissenschaftlich gearbeitet. Daraus resultierte eine Buchveröffentlichung und eine vierteilige Dokumentarfilmserie über Improvisation in verschiedenen Musikstilen. Unter dem Titel On the Edge wurde diese Serie 1992 auf dem Channel 4 der BBC gesendet.
Bailey gilt heute als einer der herausragenden Gründerväter der modernen europäischen Improvisationsmusik, die sich – nicht zuletzt durch Baileys eigenes musikalisches Schaffen – spätestens in den 1970ern vom Vorbild des US-amerikanischen Free Jazz zu lösen vermochte und ein eigenes europäisches Konzept musikalischer Improvisation etablierte, wobei die sog. Freemusic zeitweilig in die Nähe bestimmter Strömungen der Neuen Musik geriet, die in den 1960er Jahren, durchaus unabhängig von den zeitgenössischen Entwicklungen im Jazz, eigene Improvisationsensemble hervorbrachte (vgl. u. a. Gruppo di Improvvisazione Nuova Consonanza). Bailey blieb aber offen für gelegentliche Cross-Over-Projekte, etwa im Fusionbereich mit Arcana.

## Preise und Auszeichnungen
1977 zeichnete ihn der Kritikerpoll des Down Beat als Gitarrist, der weitere Beachtung verdiente, aus. Sein 1980 aufgenommenes Soloalbum Aida wurde in die Wireliste The Wire’s “100 Records That Set the World on Fire (While No One Was Listening)” aufgenommen. Music Improvisation Company mit Evan Parker (ECM 1970) wurde in die The 100 Jazz Albums That Shook the World von Jazzwise gewählt.

## Veröffentlichungen von Derek Bailey (Auswahl)

### Bücher
- Derek Bailey, Improvisation: Kunst ohne Werk (übersetzt von Hermann J. Metzler und Alexander von Schlippenbach) Wolke Verlag, Hofheim 1987, ISBN 3-923997-02-7

### Diskografie
Derek Bailey hat Hunderte von Aufnahmen veröffentlicht. Dies ist eine kleine Auswahl herausragender Beispiele:
- Iskra 1903, mit Derek Bailey (Gitarre), Paul Rutherford (Posaune) und Barry Guy (Kontrabass). Incus 1970.
- Free Improvisation, mit Derek Bailey (Gitarre), Paul Rutherford (Posaune) und Barry Guy (Kontrabass). Deutsche Grammophon 1973.[3]
- The Sinking of the Titanic, The Cockpit Ensemble (Derek Bailey, Michael Nyman, John Nash, John White, Sandra Hill und Gavin Bryars) 1975.
- Machine Music, mit Derek Bailey, Fred Frith, Brian Eno und Gavin Bryars. Obscure 1978.
- Ballads, Derek Bailey solo auf der akustischen Gitarre. Tzadik 2002.
- Joseph Holbrooke Trio: Joseph Holbrooke ’98 (Incus, 2000)
- Joseph Holbrooke Trio: The Moat Recordings. Tzadik, 2006

### Lexikalische Einträge
- Wolf Kampmann (Hrsg.), unter Mitarbeit von Ekkehard Jost: Reclams Jazzlexikon. Reclam, Stuttgart 2003, ISBN 3-15-010528-5.
- Martin Kunzler: Jazz-Lexikon. Band 1: A–L (= rororo-Sachbuch. Bd. 16512). 2. Auflage. Rowohlt, Reinbek bei Hamburg 2004, ISBN 3-499-16512-0.